# 迷你特攻隊
《迷你特攻队》1983年2月13日上映于英属香港的台灣动作片。

## 剧情
该片的故事背景是二战时期，日本人抓走了几个援助中国的美国兵，中国决定派遣救援队伍去营救他们，上尉段宏与老孙、草上飞、比利、雷莉等组成迷你特攻队前去营救的故事。

## 演员
| 演员   | 角色     | 备注       |
| 王羽   | 段宏     | 魔鬼队长   |
| 林青霞 | 蕾莉     |            |
| 郑少秋 | 鬱金香   | 烈女族殺手 |
| 李昆   | 一般角色 |            |
| 成龙   | 大牛     | 蕾莉弟弟   |
| 陶大偉 | 比莉     | 蕾莉舊情人 |
| 孫越   | 老孫     |            |
| 高凌風 | 草上飛   |            |
| 許不了 | 石頭     |            |